# 赫利博喬克河 (烏希察河支流)
赫利博喬克河（烏克蘭語：Глибочок），是烏克蘭西部的河流，流經赫梅利尼茨基州，屬於烏希察河的左支流，河道全長22公里，流域面積70.5平方公里。